# アルペンシアリゾート
アルペンシアリゾート（朝: 알펜시아 리조트）は、韓国江原特別自治道平昌郡に所在するスキー場。通年営業（スキー場は除く）。

## 概要
アルペンシアリゾートは2018年平昌オリンピックの主要会場であり、ジャンプ競技場はスキージャンプ・ノルディック複合飛躍が行われる。またホテルやカジノ、コンサートホールも設けてある。なお、スキージャンプ場の麓にあるグラウンドでは2016年に初めてプロサッカーKリーグ・江原FCの主催試合が開催され、2017年シーズンも引き続きKリーグクラシックに昇格した江原FCの本拠地として主催試合が開催された。

## 2018年平昌オリンピックへの対応
2018年五輪までにアルペンシア・スライディングセンターやアルペンシア・ノルディックセンターなどが建設されている。